# Bob Wood
Robert A. Wood, detto Bob (Lafarge, 7 ottobre 1921 – Roscoe, 26 ottobre 2014), è stato un cestista statunitense, professionista nella NBA.

## Carriera
Disputò 6 partite nel 1949-50 con gli Sheboygan Red Skins segnando 7 punti.